# Потапенко, Яков Иванович
Я́ков Ива́нович Пота́пенко (1904—1975) — советский учёный в области агробиологии, селекции и агротехники винограда.

## Биография
Родился 4 февраля 1904 года в Светлограде (ныне Ставропольский край).
После окончания МСХА имени К. А. Тимирязева (1931) — на руководящей и научно-исследовательской работе.
В 1954—1974 годах — директор Всероссийского НИИВиВ. Исследовал вопросы биологии винограда, годичный цикл развития винограда в зависимости от световых и температурных условий и другие его свойства. Яковом Потапенко разработаны теоретические основы селекции винограда, программа и методика выведения новых сортов с повышенной морозо-, милдьюустойчивостью путём межвидовой гибридизации.
Он стал автор семи районированных сортов винограда и более 20 перспективных форм, находящихся на госсортоиспытании, в том числе сорта Агат Донской. Разработал новые приемы в агротехнике виноградарства, создал и внедрил в производство технологии механизированного возделывания укрывных виноградников, защиты почв от эрозии и др.
Автор 160 научных работ, обладатель 8 авторских свидетельств на изобретения. Доктор сельскохозяйственных наук (1964), профессор (1965).
Умер 7 марта 1975 года в Новочеркасске (Ростовская область).

## Семья
- Брат — Потапенко, Александр Иванович (1922—2010), селекционер винограда.
- Сын — Потапенко, Александр Яковлевич (1944—2014)[2], доктор биологических наук, профессор, зав. кафедрой медицинской и биологической физики Российского национального исследовательского медицинского университета. Область научных интересов — фотобиология и фотомедицина. Автор около 200 научных публикаций.[3]

## Награды и премии
- заслуженный деятель науки РСФСР (1974)
- орден Ленина
- орден Трудового Красного Знамени
- орден «Знак Почёта»
- девять медалей ВДНХ СССР (в том числе 5 золотых).
- Сталинская премия третьей степени (1951) — за выведение новых зимостойких сортов винограда для средней и восточной зон Европейской части СССР и разработку агротехники этой культурыи
- Государственная премия СССР (1971) — за разработку и внедрение в производство технологии механизированного возделывания виноградников в зоне укрывного виноградарства

## Память
- Имя Потапенко было присвоено Всероссийскому НИИВиВ[1].